# Afișaj cu cristale lichide

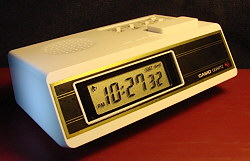
Ceas cu alarmă cu afișaj LCD

Afișajul cu cristale lichide (engleză Liquid Crystal Display, prescurtat LCD) este un dispozitiv de afișare pentru litere, cifre, grafică și imagini, fiind constituit dintr-o matrice de celule lichide care devin opace sau își schimbă culoarea sub influența unui curent sau câmp electric. Din punct de vedere fizic fenomenul se explică prin proprietatea cristalelor lichide de a influența direcția de polarizare a luminii atunci când ele sunt puse sub o anumită tensiune electrică. Afișajele cu cristale nu produc ele însele lumină, și au un consum de energie foarte mic. Un afișaj LCD se prezintă sub forma unui ecran afișor (display) care este comandat electronic printr-un decodificator de caractere numerice și alfabetice. Este folosit frecvent în construcția ceasurilor digitale (ceasuri care au în locul acelor arătătoare un afișor de tip LCD), la afișările de date la mașini CNC, mașini de uz casnic, inscripții și semnalizări electronice.
Cristalele lichide sunt, în cazul de față, combinații chimice de natură organică aflate în stare lichidă. Ele au proprietatea de a putea fi comandate de o corespunzătoare tensiune electrică, astfel încât își ordonează  moleculele trecând de la stare „transparentă” la stare „netransparentă”. Concret, este vorba de o polarizare electrică a unor molecule lichide care în contrast cu restul „câmpului” formează o imagine vizibilă.

## Iluminație
Deoarece panourile LCD nu produc nici o lumină proprie, ele necesită lumină exterioară pentru a produce o imagine vizibilă. Într-un tip de transmisie LCD, această lumină este furnizată în partea din spate a stivei de sticlă și se numește iluminare din spate. În timp ce afișajele cu matrice pasivă nu sunt de obicei în spate (de exemplu, calculatoare, ceasuri de mână), afișările cu matrice activă sunt aproape întotdeauna. În ultimii ani (1990-2017), tehnologiile LCD cu lumina de fundal au apărut la companii de iluminat cum ar fi Philips, Lumileds (o filială Philips) și multe altele.

## Tehnologii cu matrice activă

### Comutare în plan (IPS)
Comutarea în plan este o tehnologie LCD care aliniază cristalele lichide într-un plan paralel cu substraturile de sticlă. În această metodă, câmpul electric este aplicat prin electrozi opuși pe același substrat de sticlă, astfel încât cristalele lichide pot fi reorientate (comutate) în esență în același plan, deși câmpurile marginale inhibă o reorientare omogenă.

#### Super comutare în plan (S-IPS)
Super-IPS a fost introdus ulterior după comutarea în plan cu timpi de răspuns și mai buni și reproducere a culorilor.

### Comutare avansată a câmpului marginal (AFFS)
Cunoscută sub numele de comutare de câmp marginal (FFS) până în 2003, comutarea avansată de câmp margine este similară cu IPS sau S-IPS, oferind performanțe superioare și gamă de culori cu luminozitate ridicată. AFFS a fost dezvoltat de Hydis Technologies Co., Ltd, Coreea (în mod oficial Hyundai Electronics, LCD Task Force).

## Vezi și
- LED
- Afișor 3D